# Fuerzas Armadas de la República Argentina
Le Fuerzas Armadas de la República Argentina sono le forze armate statali dell'Argentina.

## Storia
Nacquero durante la guerra d'indipendenza argentina nel 1810 e divennero tristemente famose per aver compiuto, nel corso del XX secolo, svariati golpe ai danni dei legittimi governi democratici con le conseguenti ed endemiche violazioni dei diritti umani, tra cui spicca il "processo di riorganizzazione nazionale".
Le forze contavano al 2018 133.809 unità e sono presenti in diversi contesti internazionali con operazioni di osservazione e peacekeeping; mantengono rapporti di collaborazione con Stati Uniti, Israele, Italia, Francia, Germania e Spagna.

## Organizzazione
Esse si dividono in 4 branche:
- Ejército Argentino (Esercito)
- Armada de la República Argentina (Marina militare)
- Fuerza Aérea Argentina (Aeronautica militare)
- Estado Mayor Conjunto de las Fuerzas Armadas Argentinas (Stato Maggiore)

### Gradi
I gradi militari delle forze armate argentinesi dividono principalmente in tre ruoli: ufficiali, sottufficiali e truppa.